# Nerax stylatus
Nerax stylatus là một loài ruồi trong họ Asilidae. Nerax stylatus được Fabricius miêu tả năm 1775.